# Alberto Cassoli

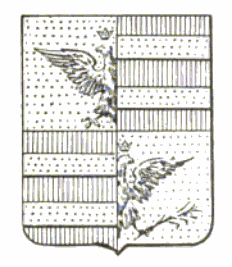
Stemma Cassoli

Alberto Cassòli (Reggio Emilia, 7 agosto 1890 – battaglia di Culqualber, 21 novembre 1941) è stato un militare italiano, che dopo aver partecipato alla prima guerra mondiale dove fu decorato con una Medaglia d'argento, una di bronzo e la Croce di guerra al valor militare si distinse particolarmente durante la seconda guerra mondiale nel corso della Campagna dell'Africa Orientale Italiana. Durante la battaglia di Culqualber diede prova di grande coraggio, e il generale Guglielmo Nasi lo propose, insieme al tenente colonnello Augusto Ugolini, al maggiore Alfredo Serranti e al capitano Carlo Garbieri per la concessione della Medaglia d'oro al valor militare. Per i primi tre la domanda fu accettata, mentre per lui fu lasciata in "sospeso", e gli fu conferita una seconda Medaglia d'argento al valor militare. Insignito anche della Croce di Cavaliere dell'Ordine della Corona d'Italia.

## Biografia
Alberto Giuseppe Maria Francesco Prospero Gaetano Cassoli, Conte di Rebecco, Patrizio di Reggio, nacque a Reggio Emilia il 7 agosto 1890, figlio del conte Carlo e della Nobile Isabella Giulia Soleri. Frequentò la facoltà di agraria dell’università di Reggio Emilia, e all’atto dell’entrata in guerra del Regno d'Italia, avvenuta il 24 maggio 1915, si arruolò nel Regio Esercito dove combatté come sottotenente di complemento del corpo dei bersaglieri. Promosso tenente, ed in forza all’XI Battaglione bersaglieri ciclisti, nel 1916 fu decorato di una Medaglia d'argento, una di bronzo al valor militare, e nel 1917 della Croce di guerra al valor militare. Nel 1938, come primo centurione della MVSN, fu insignito della Croce di Cavaliere dell'Ordine della Corona d'Italia.
All’atto dell’entrata in guerra dell’Italia, avvenuta il 10 giugno 1940, si trovava in Africa Orientale Italiana, e fu subito mobilitato con il grado di seniore della Milizia Volontaria Sicurezza Nazionale, assumendo poi il comando del CCXL Battaglione CC.NN.  forte di 675 uomini, suddivisi in cinque compagnie.
Dopo la caduta di Debra Tabor avvenuta il 6 luglio 1941,  il suo reparto fu destinato alla difesa del caposaldo di Culqualber, posto a sbarramento della Sella omonima sulla strada Debra Tabor-Gondar e posto al comando del tenente colonnello Augusto Ugolini. Oltre al battaglione CC.NN. furono destinati alla difesa del caposaldo il I Battaglione CC.RR. mobilitato dell'A.O.I. al comando del maggiore Alfredo Serranti, il LXVII Battaglione coloniale al comando del maggiore Carlo Garbieri, la 43ª Batteria nazionale su 3 pezzi da 77/28, e la 44ª Batteria coloniale su 2 pezzi da 70/15, un plotone del genio e un piccolo ospedale da campo.
Il 18 ottobre partecipò ad un attacco contro una base costituita dagli inglesi presso il villaggio di Dambà Mariam, dove si trovavano 4.000 armati abissini. Dopo una minuziosa preparazione tutti e i tre battaglioni del presidio presero parte all'azione, che in seguito fu citata sul Bollettino di guerra n.505 del Comando supremo e fruttò un grande bottino di armi, munizioni, viveri e medicinali.
Nel mese di novembre il nemico lanciò l’attacco finale, con una serie di puntate offensive con l’impiego di carri armati, e precedute da violento fuoco di artiglieria. Il giorno 21, sfruttando una vecchia pista tracciata dai portoghesi, e riattata dal genieri britannici, le ultime difese, ormai tenute da pochi militari, vennero aggirate, attaccate e travolte. Carlo Garbieri cadde alle 12:30 colpito al cuore, Alfredo Serranti cadde alle 15 trafitto all'addome da un colpo di baionetta e Alberto Cassoli cadde alle 15:30, colpito da una pallottola in fronte. Il CCXL Battaglione Camicie Nere d'Africa si immolò quasi interamente sul campo di battaglia.
Il generale Guglielmo Nasi propose per la concessione della Medaglia d'oro al valor militare il tenente colonnello Ugolini ed i tre comandanti di battaglione, Serranti, Garbieri e Cassoli, ma mentre per i primi tre la proposta venne accettata, per quest'ultimo fu lasciata in "sospeso", e poi gli fu concessa una seconda Medaglia d'argento al valor militare alla memoria.
Cassoli aveva sposato a Reggio Emilia il 22 novembre 1927 Elena dei marchesi Rangone, dalla quale ha avuto due figli, Carlo (1929-2002) e Maria Rosa (1932-1982).

### Annotazioni
1. ↑  Si trattava di lavoratori nazionali richiamati alle armi all’atto della mobilitazione generale.
2. ↑  Oltre a quello di Culqualber Ugolini aveva anche il comando del caposaldo di Fercaber, difeso dal XIV Btg. CC.NN. (su 5 compagnie, al comando del seniore Lasagni), 1ª Batteria nazionale, su 3 pezzi da 70/15; 6ª Compagnia mitraglieri coloniale, un plotone del Genio; un ufficiale medico ed 1 cappellano.
3. ↑  Tale reparto era posto agli ordini del maggiore Serranti, e contava su 200 carabinieri nazionali e 160 zaptié eritrei.
4. ↑  Al comando del maggiore Garbieri, contava su 620 uomini suddivisi in 4 compagnie.
5. ↑  Riportiamo il testo integrale: Durante la giornata di ieri aerei nemici hanno sorvolato le località di Comiso e di Licata (Sicilia) lanciando bombe esplose in gran parte nel mare: né vittime ne danni. In combattimenti aerei ingaggiati dai nostri cacciatori, al largo delle coste siciliane, due velivoli britannici sono stati abbattuti ed altri quattro efficacemente colpiti; nessuna perdita di nostri apparecchi. Nell'Africa settentrionale, consistenti formazioni da caccia della R. Aeronautica hanno attaccato elementi nemici in movimento sulla strada di Bugbug, nonché attendamenti e mezzi meccanizzati nella zona di Sidi el Barrani: diversi autocarri sono stati incendiati ed altri danneggiati. Apparecchi germanici hanno bombardato impianti e postazioni contraeree di Tobruk. L'avversario ha compiuto un'incursione su Bengasi: qualche danno nella zona adiacente alla città. In Africa orientale, tre colonne di truppe nazionali e coloniali, agli ordini del colonnello Augusto Ugolini comandante del caposaldo di Culquabert, hanno effettuato nella giornata del 18 una sortita e sono penetrate profondamente nel territorio tenuto dal nemico: dopo violento combattimento, durante il quale veniva espugnato e messo a fuoco un caposaldo fortemente presidiato, l'avversario era volto in fuga e lasciava sul terreno oltre 200 uccisi. Le nostre colonne hanno catturato armi, materiale bellico e viveri. Nella vittoriosa azione si sono distinti per resistenza fisica e slancio aggressivo il gruppo CC.RR., i battaglioni CC.NN. 14º e 240º ed il 67º battaglione coloniale. Nel Mediterraneo orientale nostri velivoli in ricognizione offensiva hanno attaccato ed affondato una nave mercantile nemica.

### Fonti
1. 1 2 3 4 5  Del Boca 1992, pp. 521-526.
2. ↑  Supplemento ordinario alla Gazzetta Ufficiale del Regno d’Italia n.228 del 5 ottobre 1938, pag. 8.